# Duan Qirui
Duan Qirui (段祺瑞; 1865 i hefei Kina – 1936 i shanghai) var en kinesisk militær og politiker.
1. ↑  Navnet er anført på bokmål og stammer fra Wikidata hvor navnet endnu ikke findes på dansk.
2. ↑  Navnet er anført på engelsk og stammer fra Wikidata hvor navnet endnu ikke findes på dansk.
3. ↑  Navnet er anført på engelsk og stammer fra Wikidata hvor navnet endnu ikke findes på dansk.
4. ↑  Navnet er anført på engelsk og stammer fra Wikidata hvor navnet endnu ikke findes på dansk.